# Kostel v Petäjävesi
Kostel v Petäjävesi byl postaven ve finské vesnici Petäjävesi (provincie Střední Finsko) mezi lety 1763-1765. Je celý ze dřeva a je ukázkou skandinávské architektury, avšak zároveň je postaven pod vlivem renesance a nese i gotické prvky. Pro svou unikátnost byl roku 1994 zařazen ke světovému dědictví UNESCO.